# Fetaost
Fetaost (av grekiska φέτα) är en grekisk får- eller getost i saltlag.

## Beskrivning
Fetaost är en ost med lång tradition med ursprung i Grekland. En traditionell fetaost är tillverkad av får- eller getmjölk. Inom EU är det endast tillåtet att kalla sådan ost tillverkad i Grekland av får- eller getmjölk för fetaost.
Fetaost är lite syrlig och ganska salt i smaken, och används i såväl sallader och pajer som till bröd. Fetaost av komjölk är mer neutral i smaken, men har ändå en fin sälta, medan ost tillverkad av får- eller getmjölk är lite syrligare och spetsigare i smaken. Fetaost har en klarvit färg och kan variera i fetthalt mellan 23 procent och upp till 60 procent.
Man använder den oftast i tärningar, i tjocka skivor eller söndersmulad. Typiska kombinationer med fetaost är tomater och oliver. Ett av de mest välkända användningsområdena i Sverige är i grekisk sallad.
Feta är inom EU en ursprungsskyddad benämning, vilket innebär att namnet inte får användas för liknande ost tillverkad i andra länder. Sådan ost marknadsförs ibland under namnet vitost (även allmän benämning för grekiska ostar av samma typ) eller under tillverkarnas egna namn.
Fetaost har tidigare misstänkts sprida listeria men Livsmedelsverket säger att det är den osttyp som listeria har svårast att föröka sig i.

## Historik
Fetaost nämndes först i det Bysantinska riket under namnet πρόσφατος (prósphatos, "senast", alltså fräsch) och var främst associerat med Kreta. En italiensk besökare till Candia (venetianska namnet för Heraklion) år 1494 beskrev tydligt lagringen av osten i saltlag.

## Etymologi
Det grekiska ordet φέτα (féta) kommer från det italienska ordet fetta, som betyder "skiva". Ordet introducerades i grekiskan på 1600-talet. Det är omstritt huruvida ordet "skiva" hänvisar till hur osten serveras eller hur skivor av feta lagras i tunnor.